# Macgowania
Macgowania es un género extinto de ictiosaurio parvipelviano encontrado en la Columbia Británica en Canadá.

## Descripción
Macgowania es conocido sólo a partir del holotipo ROM 41992 (RBCM EH 91.2.5), un esqueleto parcial que preserva un cráneo, una aleta delantera casi completa y otros elementos postcraneales. Fue recolectado en la localidad de Jewitt Spur en la formación Pardonet, datando de mediados del Noriense en el Triásico Superior, hace cerca de 210 millones de años. Fue hallado en la costa norte de Peace Reach, un ensanchamiento del Lago Williston. Un segundo espécimen de la misma localidad, ROM 41991, puede ser referible a este género basándose en la estructura de su aleta delantera, pero no puede confirmarse debido a su mala preservación. Macgowania ha tenido una posición estable en muchos análisis cladísticos. La familia Macgowaniidae fue nombrada por McGowan y Motani en 2003 para incluir a este género.

## Etimología
Macgowania fue originalmente descrito por Chris McGowan en 1996 como Ichthyosaurus janiceps. Fue reasignado a su propio género por Ryosuke Motani en 1999 y la especie tipo es Macgowania janiceps. El nombre del género honra a Chris McGowan por describir la especie tipo. El nombre de la especie se deriva del latín Jano, por el dios romano con dos rostros opuestos, y ceps, término latino para cabeza (genitivo).